# Paradoxy naivní teorie množin
Paradoxy naivní teorie množin jsou důkazy sporu v původní Cantorově naivní teorii množin. Všechny tyto důkazy mohou být převedeny na pouhé paradoxy volbou nějaké axiomatizace teorie množin.
Objevení paradoxů v naivní teorii množin na přelomu 19. a 20. století zapříčinilo prudký rozvoj matematické i obecné logiky a samozřejmě také samotné teorie množin.

## Jednotlivé paradoxy

### Russellův paradox
Russellův paradox byl poprvé popsán Bertrandem Russellem v roce 1901. Je to nejdůležitější ze všech paradoxů naivní teorie množin, neboť na rozdíl od ostatních, které pracují s poměrně složitými pojmy (prostá zobrazení, Cantorova věta, dobré uspořádání) a mohly by tedy teoreticky být vyřešeny upřesněním definicí těchto pojmů, lze Russellův paradox vyjádřit pouze za použití nejelementárnějších prostředků teorie množin, a tedy ukazuje, že chybně definován je již samotný pojem (intuitivní) množiny. Russelův paradox spočívá v tom, že pro množinu M všech množin x takových, že {\displaystyle x\not \in x} nemůže nastat ani jedna z možností {\displaystyle M\in M} , {\displaystyle M\not \in M}, protože z libovolné z nich již plyne i druhá, která je její negací. Již krátce po objevení tohoto paradoxu bylo navrženo několik jeho možných řešení (jedno z nich samotným Russellem – to se však pro svoji přílišnou složitost neujalo). V současné době se tento problém řeší vhodnou axiomatizací teorie množin, v níž je možné dokázat, že uvedený objekt M není množinou, ale takzvanou vlastní třídou.

### Cantorův paradox
Cantorův paradox byl objeven Georgem Cantorem v roce 1899. Spočívá v tom, že pro množinu V všech množin nelze dle Cantorovy věty množinu P(V) všech podmnožin V prostě zobrazit do V. Ale protože každý prvek P(V) je množina, je identické zobrazení na P(V) prostým zobrazením P(V) do V. Řešení tohoto paradoxu je obdobné jako v případě paradoxu Russellova – V se nepřipustí jako množina, ale pouze jako vlastní třída.

### Burali-Fortiho paradox
Burali-Fortiho paradox byl publikován roku 1897. Spočívá v tvrzení, že množina On všech ordinálních čísel je také ordinálním číslem, ale větším než všechna ordinální čísla, tedy ordinální číslo On je větší než ono samo a proto {\displaystyle On\neq On}. Řešení tohoto paradoxu je obdobné jako u paradoxů uvedených výše – On není množina, ale vlastní třída.

### Richardův paradox
Richardův paradox je paradox ležící na rozhraní mezi paradoxy naivní teorie množin a paradoxy logickými. Jeho podstatou je tvrzení, že všech možných vlastností přirozených čísel definovatelných v nějakém přirozeném jazyce (například v češtině) je pouze spočetně mnoho. Proto lze tyto vlastnosti přirozenými čísly očíslovat. Potom vlastnost V = "Být přirozeným číslem, které nemá vlastnost, jejímž je číslem (v daném očíslování vlastností)" je také vlastnost přirozených čísel, tedy má (v daném očíslování) nějaké číslo n. Pak každá z možností „n má vlastnost V“ i „n nemá vlastnost V“ implikuje i možnost druhou, která je její negací. Řešení tohoto paradoxu je čistě logické a vychází z rozdělení obecného jazyka na jazyk formální a takzvaný metajazyk.

### Skolemův paradox
Skolemův paradox je opět paradox ležící na rozhraní mezi paradoxy naivní teorie množin a paradoxy logickými. Spočívá v tom, že podle Löwenheim-Skolemovy věty existuje spočetný model teorie množin, a to přesto, že v teorii množin, a tedy v každém jejím modelu, existují nespočetné množiny. Řešení tohoto paradoxu spočívá opět v rozlišení dvou úrovní jazyka a konkrétně mezi dvěma pojmy spočetnosti – „absolutním“ a „v rámci modelu“. Pak v daném spočetném modelu existují množiny, které jsou nespočetné „v rámci modelu“, ale spočetné „absolutně“.